# Günter Grell (Politiker)
Günter Grell (* 11. Januar 1926 in Lichterfelde, Kreis Oberbarnim; † 28. April 1997 in Frankfurt (Oder)) war ein deutscher Parteifunktionär (SED). Er war Zweiter Sekretär der Bezirksleitung Frankfurt (Oder) der Sozialistischen Einheitspartei Deutschlands
(SED).

## Leben
Grell, Sohn einer Arbeiterfamilie, besuchte die Grundschule und absolvierte eine Lehre zum Verwaltungsangestellten. 1943 wurde er zunächst zum Reichsarbeitsdienst und dann im selben Jahr noch zum Kriegsdienst bei der Wehrmacht eingezogen. 1944 wurde er gefangen genommen und blieb bis 1947 in britischer bzw. in US-amerikanischer Kriegsgefangenschaft.
Nach seiner Entlassung war er 1947 zunächst als Landarbeiter, dann von 1947 bis 1951 als Angestellter der Sozialversicherungskasse Oberbarnim in Finow und Finowfurt tätig. 1949 trat er der SED bei. 1951/52 war er Sachbearbeiter im VEB Rohrleitungs- und Apparatebau Finow und von 1952 bis 1954 Sekretär der Betriebsparteiorganisation im VEB Walzwerk Finow. 1954/55 studierte er an der Bezirksparteischule in Beeskow, von 1955 bis 1960 war er dann Assistent, Lehrer und Lehrstuhlleiter an der Bezirksparteischule in Eberswalde. Von 1955 bis 1964 absolvierte er ein Fernstudium an der Parteihochschule „Karl Marx“ beim ZK der SED mit Abschluss als Diplom-Gesellschaftswissenschaftler. Von 1960 bis 1962 fungierte er als Sekretär für Agitation und Propaganda der SED-Kreisleitung Eberswalde. Von 1962 bis 1966 war er Erster Sekretär der SED-Kreisleitung Bernau. Von 1966 bis 1968 studierte er an der Hochschule für Ökonomie in Berlin-Karlshorst. Sein Studium schloss er als Diplom-Wirtschaftler ab. 
Von 1968 bis 1971 fungierte er als Erster Sekretär der Kreisleitung Eisenhüttenstadt der SED. Vom 23. Mai 1971 bis zum 15. November 1989 war er Zweiter Sekretär der Bezirksleitung Frankfurt (Oder) der SED als Nachfolger von Hans-Joachim Hertwig. Ab November 1971 war er Abgeordneter des Bezirkstages Frankfurt (Oder).
Im Februar 1976 traf sich Grell mit dem Vorsitzenden der Kommunistischen Partei Norwegens, Martin Gunnar Knutsen, bei dessen Besuch des Oderbezirks zu einem freundschaftlichen Gedankenaustausch.
Im Februar 1990 wurde Grell wegen Untreue zum Nachteil sozialistischen Eigentums mit einer Geldstrafe in Höhe von 7.000 Mark zur Verantwortung gezogen. Ihm war nachgewiesen worden, dass er in den Jahren ab 1985 bei einem Bungalowbau Mitarbeiter während bezahlter Arbeitszeit verschiedene Arbeiten verrichten ließ, ohne diese Leistungen bezahlt zu haben.

## Auszeichnungen
- Vaterländischer Verdienstorden in Silber (1977)[5]
- Vaterländischer Verdienstorden in Gold (1981)[6]